# Santo Antônio de Jesus (tiểu vùng)
Santo Antônio de Jesus là một tiểu vùng thuộc bang Bahia, Brasil. Tiều vùng này có diện tích 5651 km², dân số năm 2007 là 505337 người.